# Атеист (журнал)
«Атеи́ст» ― антирелигиозный ежемесячный журнал на русском языке, который издавался с 1922 по 1930 годы в РСФСР и СССР.
Научное общество «Атеист» было образовано в 1921 году в Москве по инициативе П. А. Красикова и И. А. Шпицберга с целью распространения антирелигиозной пропаганды. Шпицберг стал главным редактором одноимённого журнала. Первые два номера издания «Атеист» были напечатаны в виде газеты  в феврале и марте 1922 года. Однако вскоре формат газеты был признан неудобным, и было решено перейти к изданию журнала. С апреля 1922 года по апрель 1925 года журнал не выходил. Номера журнала с 1 по 59 издавались с 1925 по 1930 год. 59-й номер журнала стал последним. Основная цель журнала заключалась в том, чтобы освещать проблемы истории религии и истории атеизма, вести хронику распространения атеизма в СССР и за рубежом, а также печатать переводы трудов (в том числе буржуазных учёных) с критикой религии и церкви.
Руководство журнала заявляло, что оно готово оказывать всевозможную поддержку атеистам. 
В редакцию журнала входили: Н. В. Румянцев, В. А. Шишаков, Е. Ф. Грекулов, И. П. Вороницын, профессор С. А. Каменев, профессор С. Г. Лозинский, профессор В. Т. Дитякин и И. А. Шпицберг (главный редактор). Тираж журнала составлял 4000 экземпляров. Слоган журнала, который был напечатан на первой полосе: «Религия ― дурман для народа». Автор логотипа издательства и журнала: Дмитрий Моор . Издательство «Атеист» находилось по адресу: Москва, Гранатный переулок, дом 1. Книжный магазин находился по адресу: улица Малая Никитская, дом 12. 
В 1931 году Союз воинствующих безбожников начал издавать журнал «Воинствующий атеизм», который стал заменой журналу «Атеист». 